# Andropogon pseudapricus
Espèce
Synonymes
- Andropogon apricus var. africanus Hack.[1]

Andropogon pseudapricus Stapf est une espèce de plantes de la famille des Poaceae et du  genre Andropogon, présente en Afrique tropicale.